# Kinder KZ
Kinder KZ, ou Kinder-KZ Litzmannstadt (allemand : Polen-Jugendverwahrlager der Sicherheitspolizei in Litzmannstadt ; polonais : Prewencyjny Obóz Policji Bezpieczeństwa dla Młodzieży Polskiej w Łodzi) était un camp de concentration établi par les nazis pour détenir les enfants polonais chrétiens sous l'occupation de Łódź, pendant la Seconde Guerre mondiale. Ouvert en décembre 1942, ce camp est adjacent au ghetto de Łódź, où étaient détenus les Juifs polonais avant la Shoah.

## Histoire

Plan du ghetto de Łodź. Le Kinder-KZ est en rouge : numéro 15

Le camp des enfants, entouré d'une simple palissade, se trouvait dans la partie du ghetto que dessinent aujourd'hui, approximativement, les rues de Bracka, Emilii Plater, Gornicza et Zagajnikowa. Kinder KZ a fonctionné de 1941 à 1945. Les prisonniers étaient des enfants de Polonais déportés dans toutes les provinces. Les enfants polonais de type nordique et classés comme « racialement précieux » étaient emportés vers l'Allemagne pour y être adoptés et « germanisés », c'est-à-dire élevés comme des Allemands. Environ 3 000 (entre 12 000 et 13 000 selon l'International Tracing Service) enfants polonais ont été contraints de passer par le camp. Les enfants affectés au travail étaient étroitement associés à la production industrielle du ghetto, sous les ordres de mentors juifs. Si les plus jeunes enfants avaient seulement deux ans, la plupart des prisonniers avaient entre 8 et 14 ans,.

## Emplacement et organisation
Les autorités ont choisi le lieu afin de séparer le camp des enfants du ghetto : l'endroit était isolé. Un argument en faveur de cet emplacement résidait probablement dans la possibilité d'agrandir le camp sans rencontrer de problèmes administratifs importants.
D'après les suppositions, le camp devait servir à détenir de jeunes Polonais : de petits délinquants, des jeunes sans foyers ou ceux dont les parents avaient été exécutés ou arrêtés. Le Reichssicherheitshauptamt avait déclaré que les « enfants de 8 à 16 ans, délinquants ou abandonnés, devaient être envoyés à ce camp ». Prévu à l'origine pour emprisonner des enfants de 8 à 16 ans, le camp ne tarde pas à abaisser l'âge minimum à 6 ans et des informations claires montrent que des enfants plus jeunes y ont été détenus.
Les premiers prisonniers arrivent le 11 décembre 1942.

## Après-guerre
Peu après la fin de l'occupation nazie à Łódź (c'est-à-dire après le 19 janvier 1945), les adolescents quittent le camp et partent seuls retrouver le domicile familial. D'autres enfants plus jeunes ont tenté de le faire mais ils sont revenus au camp parce qu'ils n'étaient pas assez autonomes pour survivre à l'extérieur. Par la suite, ils sont pris en charge par des associations de soins et de bienfaisance.
En février 1945, une unité inconnue de l'Armée rouge prend ses quartiers au camp. Elle le quitte après quelques mois.
Ensuite, les habitants du quartier reviennent dans leurs habitations d'avant-guerre. Les bâtiments en bois des camps ont probablement été démantelés. Certains vestiges sont néanmoins conservés.